# Isabel Campi i Valls
Isabel Campi i Valls   (Barcelona, 1951) és una dissenyadora industrial, historiadora de l'art, professora i escriptora catalana.
És graduada en Arts Aplicades i diplomada en Disseny Industrial (1973). Més tard, entre les dècades del 2000 i 2010, va doctorar-se en Història de l'Art. Va iniciar la seva carrera docent a l'Escola Massana, on impartiria les assignatures d'Història i Teoria del disseny industrial. Després seria professora a l'Institut Europeu de Disseny, a la Universitat Politècnica de Catalunya i a l'Escola EINA, entre altres centres de referència. També ha escrit diversos llibres i articles sobre disseny i ha comissariat exposicions en institucions com el MNACTEC o el Museu del Disseny de Barcelona.
És fundadora i presidenta de la Fundació Història del Disseny (2006) i membre de la Reial Acadèmia Catalana de Belles Arts de Sant Jordi (2011). L'any 1998 va ser guardonada amb la medalla del Foment de les Arts Decoratives.
Isabel Campi va ser una de les dissenyadores presents a l'exposició Som aquí. Les dones en el disseny 1900-avui, organitzada el 2023 pel Museu del Disseny de Barcelona, que recuperava les dissenyadores pioneres dels anys 1960, 1970 i 1980 a Catalunya.

## Publicacions
- Iniciació a la història del disseny industrial.  Barcelona: Edicions 62, 1987. ISBN 978-84-297-2635-0.
- Què és el disseny?.  Barcelona: Columna, 1992. ISBN 978-84-7809-338-0.
- Quiero ser diseñador.  Madrid: Sociedad Estatal para el Desarrollo del Diseño Industrial, 1993. ISBN 978-84-606-1306-0.
- La idea y la materia: El diseño de producto en sus orígenes.  Barcelona: Gustavo Gili, 2007. ISBN 978-84-252-2140-8.
- La historia y las teorías historiográficas del diseño.  Mèxic: Editorial Designio, 2013. ISBN 978-968-5852-33-3.